# Turkije op het Eurovisiesongfestival 1981
Turkije nam deel aan het Eurovisiesongfestival 1981 in Dublin, Ierland. Het was de 4de deelname van het land aan het Eurovisiesongfestival. Het lied werden gekozen door middel van een nationale finale. 

## Selectieprocedure
De kandidaat voor Turkije op het Eurovisiesongfestival werd gekozen door een nationale finale die plaatsvond op 14 februari 1981 in de studio's van de nationale omroep TRT.
In totaal werden er 6 liedjes gekozen die allemaal meededen in de finale. 
De winnaar werd gekozen door een jury.
| Artiest                    | Lied                   | Punten | Plaats |
| -------------------------- | ---------------------- | ------ | ------ |
| Kayahan                    | Dostluk                | N/A    | 6      |
| İbo and Group Vize         | Nerede o Eski Tangolar | N/A    | 5      |
| Füsun Önal                 | Bigudi                 | 60     | 2      |
| Modern Folk Trio & Ayşegül | İstanbul İstanbul      | N/A    | 3      |
| Modern Folk Trio & Ayşegül | Dönme dolap            | 87     | 1      |
| Coşkun Demir               | Miras                  | NA     | 4      |

## In Dublin
In Dublin trad Turkije op als tweede land net na Oostenrijk en voor Duitsland. Op het einde van de stemming bleek dat ze 9 punten hadden gekregen. Hiermee eindigde Turkije op de achttiende plek.

### Gekregen punten

#### Finale
| 12 punten | 10 punten | 8 punten      | 7 punten | 6 punten    |
| --------- | --------- | ------------- | -------- | ----------- |
|           |           |               |          |             |
| 5 punten  | 4 punten  | 3 punten      | 2 punten | 1 punt      |
| - Finland |           | - Joegoslavië |          | - Luxemburg |

### Punten gegeven door Turkije

#### Finale
Punten gegeven in de finale:
| 12 punten | Duitsland           |
| 10 punten | Spanje              |
| 8 punten  | Verenigd Koninkrijk |
| 7 punten  | België              |
| 6 punten  | Oostenrijk          |
| 5 punten  | Nederland           |
| 4 punten  | Joegoslavië         |
| 3 punten  | Ierland             |
| 2 punten  | Zwitserland         |
| 1 punt    | Denemarken          |